# Clinus superciliosus
Clinus superciliosus is een straalvinnige vissensoort uit de familie van de beschubde slijmvissen (Clinidae). De wetenschappelijke naam van de soort is als Blennius superciliosus  gepubliceerd in 1758 door Linnaeus in de tiende editie van Systema naturae.